# Nerdcore (Blog)
Nerdcore war ein bekanntes Blog. Die Hauptzielgruppe des Blogs waren Nerds.

## Inhalte
Die Inhalte des Blogs waren nicht eindeutig definierbar. Häufig wurden Kuriositäten und Fundstücke verlinkt und vom Betreiber René Walter kommentiert. So postete er fast täglich Linksammlungen. In einem Beitrag auf seinem Blog definierte er die Themen des Blogs als „Internet-Memes, […] Fotografie, Design, Musik“. Im Allgemeinen wurden Themen der Popkultur behandelt.

## Geschichte
Im März 2005 gründete René Walter Nerdcore.
Im Februar 2008 erhielt René Walter wegen eines Screenshots einer Ausgabe der Sendung Plusminus eine Abmahnung (und damit verbunden eine Forderung nach Schadensersatz). Die Sendung behandelte ihrerseits Abmahnungen durch Folkert Kniepers, Kniepers war auf dem Screenshot zu sehen. Daraufhin ersetzte Walter das Bild und beauftragte einen Anwalt. Nach einem Vergleich, nach dem Walter „nie wieder ein Knieper-Foto veröffentlichen“ darf, wurde die Forderung nach Schadensersatz fallen gelassen.
Im Jahr 2009 gewann René Walter mit Nerdcore.de den Designpreis Silberner Lead Award für das Beste Weblog 2009.
Im September 2009 löste René Walter mit dem Posting eines Bildes eine der ersten deutschen Internet-Meme und einen Flashmob aus. Nachdem auf Nerdcore.de ein Foto eines Wahlkampfplakats der CDU mit Angela Merkel und der Aufschrift: Die Kanzlerin kommt gepostet wurde, auf dem jemand sarkastisch mit einem Marker den Spruch „… und alle so ‚Yeaahh!‘“ geschrieben hatte. In den folgenden Tagen organisierten sich bundesweit Flashmobs auf Wahlkampfveranstaltungen der CDU, die Flashmobs wurden in den Tagesthemen zum Thema gemacht.
Nachdem René Walter im Jahr 2006 in einem Beitrag die Euroweb Internet GmbH kritisiert und deren „Produkte“ mit den Worten „minderwertig“, „unverhältnismäßig viel Schrott dabei“ und „mit Dreck eine goldene Nase verdienen“ bezeichnet hatte, wurde er Ende Juli 2010 von Euroweb mit der Begründung abgemahnt, seine Aussagen seien von „diffamierendem Charakter“.
Sachlicher Hintergrund waren die umstrittenen Geschäftspraktiken der Euroweb, die beispielsweise vom Landgericht Hildesheim in einem Fall als „arglistig“ bezeichnet wurden.
Walter ignorierte die Abmahnung, woraufhin es im August 2010 auf Betreiben der Euroweb Internet GmbH zu einem Gerichtsverfahren am Landgericht Berlin kam. Gemäß §§ 936, 922 Abs. 1, 331 Abs. 1 ZPO erließ das Gericht im einstweiligen Verfügungsverfahren nach §§ 935 ff. ZPO ein Versäumnisurteil zu Gunsten der Euroweb Internet GmbH, da Walter nicht zur mündlichen Verhandlung erschienen war. Auch auf das Urteil reagierte er nicht und zahlte zudem nicht die entstandenen und ihm vom Gericht auferlegten Verfahrenskosten. Im Auftrag der Euroweb Internet GmbH pfändete daraufhin das Amtsgericht Tiergarten als Vollstreckungsgericht (§ 828 Abs. 1 ZPO) die Domain. Einem Beschluss des Bundesgerichtshofs folgend stellt die Domain ein gemäß § 857 Abs. 1 ZPO pfändbares „anderes Vermögensrecht“ dar. Walter selbst schrieb in einem Tweet „Um das klarzustellen: Euroweb hat Recht und das ist alles justiziabel whatever and it will be GREAT!“.
In einer Stellungnahme, die die Euroweb Internet GmbH unter der Domain veröffentlichte, gab sie an, dass die Pfändung aufgrund einer Zwangsvollstreckung wegen fehlender Erstattung von Prozesskosten zustande gekommen sei. Zudem sei eine Versteigerung der Domain für einen „gemeinnützigen Zweck“ geplant. Der Erlös solle zu gleichen Teilen an Wikipedia und den Verband Freischreiber gehen. Bei Wikipedia wurde zwischenzeitlich darüber diskutiert, ob die Annahme der Spende verweigert werden solle. Seitens der Freischreiber war bereits die geplante Nichtannahme einer etwaigen Euroweb-Spende erklärt worden.
Der Rechtsanwalt und Blogger Udo Vetter veröffentlichte in seinem Blog einen Beitrag, in dem er davon ausging, dass die Euroweb Internet GmbH den über die Schulden hinausgehenden Erlös ohnehin an René Walter herausgeben müsse und somit nicht berechtigt sei, diesen Erlös zu spenden. Von anderer Seite wurde dieser Darstellung der Rechtslage widersprochen, da die Euroweb Internet GmbH die Domain anstelle der Zahlung („an Leistungs statt“) erhalten habe und die Befriedigung der Euroweb Internet GmbH somit nicht aus einem Verkaufserlös erfolge.
Vom 17. Januar bis zum 21. Januar 2011 war laut der DENIC eG die Euroweb Internet GmbH Domaininhaberin von nerdcore.de. Nachdem René Walter rechtliche Schritte eingeleitet hatte, führte die Denic eG ihn wieder als Berechtigten in ihrem Verzeichnis. Walter zufolge war die Denic eG nach Prüfung des gegen ihn erwirkten Pfändungsbeschlusses zu dem Ergebnis gelangt, dass dieser die Umschreibung der Domain nicht trage. In einer Pressemitteilung vom 22. Januar 2011 warf die Euroweb Internet GmbH der Denic eG daraufhin vor, sich vorsätzlich über Recht und Gesetz hinwegzusetzen.
Zwischenzeitlich befand sich die Domain im Transit-Zustand. Inzwischen ist laut lawblog.de bekannt, dass die Euroweb Internet GmbH vor Gericht einen Schätzwert von 100 Euro für die Domain „nerdcore.de“ angegeben habe, während der tatsächliche Wert von Fachleuten auf einen Betrag von über 50.000 Euro geschätzt werde.
Am 26. Februar 2018 erschien bei Besuch der Domain nerdcore.de nur noch die Nachricht „Game over. 2005 – 2018“. Am selben Tag deaktivierte Walter ebenfalls das Twitter-Benutzerkonto des Blogs. Ein offizielles Statement über die Zukunft von Nerdcore gibt es nicht. Danach war die Seite wieder verfügbar.
Zwischen dem 1. November 2018 und 6. November 2018 war das Blog erneut vorübergehend nicht zugänglich. Am 17. April 2020 wurde die Seite von René Walter mit Hinweis auf einen Vorfall aus dem Jahr 2018 erneut geschlossen und ist seitdem nicht mehr erreichbar.
Seit 2021 wird die Domain nerdcore.de anderweitig genutzt.
Seit Juli 2021 veröffentlicht René Walter Inhalte auf Substack unter dem Titel GOOD INTERNET.

## Verbreitung
Das Wikio Blog-Ranking-Project wertete das Blog im Dezember 2009 auf Platz 1 der deutschen Blogs in der Kategorie Kultur und im Juli 2009 auf Platz 3 der europäischen Top 50. Zudem war es in den deutschen Blogcharts auf Platz 2, sowie in den Blog-Charts Twingly auf Platz 6, bei Blogoscoop auf Platz 8 und bei Rivva, einer Bloganalyse-Website, bei den deutschen Online-Leitmedien auf Platz 19 platziert. Google Ad Planner zählte insgesamt ungefähr 240.000 Unique users weltweit und Alexa sah Nerdcore bei den Besucherzahlen auf Platz 19.328 weltweit und dem 1.324. Platz in Deutschland.